# Cràter de Chicxulub

La topografia de radar revela l'anell de 180 quilòmetres del cràter; agrupats al voltant de la fossa del cràter hi ha nombroses dolines, suggerint la presència d'una conca oceànica prehistòrica en la depressió creada per l'impacte (imatge per cortesia de NASA/JPL-Caltech)

El cràter de Chicxulub (AFI: tʃikʃuˈlub) és un antic cràter d'impacte enterrat sota la península del Yucatán, a Mèxic. El seu centre es troba a prop de la població de Chicxulub, a la qual deu el nom el cràter –la traducció aproximada del nom maia és 'la cua del diable'. El cràter fa més de 180 quilòmetres de diàmetre, formant una de les estructures d'impacte més gran del món; el bòlid que formà el cràter mesurava almenys deu quilòmetres de diàmetre.
El cràter fou descobert per Glen Penfield, un geofísic que havia estat treballant al Yucatán a la recerca de petroli a la fi de la dècada del 1970. Les proves d'un origen per impacte del cràter inclouen quars deformat, una anomalia gravitatòria i la presència de tectites a l'àrea circumdant. L'edat de les roques i les anàlisis isotòpiques mostren que aquesta estructura data de l'acabament del període Cretaci, fa aproximadament 65 milions d'anys. Entre les conseqüències del xoc hi ha l'extinció dels dinosaures, com ho suggereix el límit K-Pg, tot i que alguns crítics argumenten que l'impacte no en fou l'únic motiu i d'altres debaten si hi hagué un únic impacte o si en la col·lisió de Chicxulub participaren una sèrie de bòlids que podrien haver impactat contra la Terra aproximadament al mateix temps. Les proves recents suggereixen que l'objecte podria haver estat una part d'un asteroide molt més gran que es fragmentà en una col·lisió a l'espai distant fa més de 160 milions d'anys.

## Descobriment
El 1978, el geofísic Glen Penfield estava treballant per a la companyia petroliera estatal mexicana Petróleos Mexicanos, o Pemex, com a part d'una prospecció magnètica aèria del golf de Mèxic, al nord de la península del Yucatán. El treball de Penfield era utilitzar dades geofísiques per a estudiar possibles localitzacions per extreure'n petroli. En aquestes dades, Penfield trobà un enorme arc subterrani amb una "simetria extraordinària" en un anell de 70 quilòmetres de diàmetre. Aleshores, obtingué un mapa gravitatori del Yucatán realitzat a la dècada del 1960. Una dècada abans, el mateix mapa suggerí una estructura d'impacte al contractista Robert Baltosser, però la política corporativa de Pemex d'aquella època li prohibia fer pública la seva conclusió. Penfield descobrí un altre arc a la península en si, els extrems del qual apuntaven cap al nord. Comparant els dos mapes, trobà que els dos arcs formaven un cercle, de 180 quilòmetres de diàmetre, centrat a prop del poblet de Chicxulub, al Yucatán; se sentí segur que la forma havia estat creada per un esdeveniment cataclísmic en la història geològica.
Pemex prohibí fer públiques dades específiques però permeté a Penfield i a l'oficial de l'empresa Antonio Camargo presentar els seus resultats a la conferència del 1981 de la Societat de Geofísics d'Exploració. La conferència d'aquell any tingué poca assistència i el seu informe atragué una escassa atenció; irònicament, molts dels experts en cràters d'impacte i el límit K-Pg estaven assistint a una conferència diferent sobre els impactes contra la Terra. Tot i que Penfield tenia una gran quantitat d'informació geofísica, no tenia nuclis de roca ni cap prova física de la col·lisió.
Una altra prova és que Pemex havia perforat pous d'exploració a la regió el 1951; en una perforació, penetrà fins al que fou descrit com una gruixuda capa d'andesita a una profunditat d'uns 1.300 metres. Aquesta capa podria haver estat el resultat de la intensa calor i pressió d'un impacte contra la Terra, però a l'època de les perforacions fou considerada un dom de lava –un tret atípic de la geologia de la regió. Penfield intentà obtenir mostres de la capa, però fou informat que les mostres s'havien perdut o destruït. Quan els intents de tornar als pous d'exploració i buscar roques es revelaren vans, Penfield abandonà la recerca, publicà els seus descobriments i tornà a treballar per a Pemex.

Penfield amb la mostra de quars deformat trobada al pou 2 de Chicxulub

Al mateix temps, el científic Luis Walter Alvarez presentà la seva hipòtesi que un gran cos extraterrestre havia impactat contra la Terra; i el 1981, desconeixedor del descobriment de Penfield, l'estudiant de la Universitat d'Arizona Alan R. Hildebrand i el conseller de la facultat William V. Boynton publicaren un esborrany de la teoria d'un impacte contra la Terra, i estaven buscant un cràter possible. Les seves proves incloïen argila marró-verdosa amb un excés d'iridi, que contenia grans de quars deformat, i petits filaments erosionats de vidre, que semblaven ser tectites. També hi havia dipòsits gruixuts i barrejats de fragments bastos de roca, que es creia que havien estat arrancats d'algun lloc i dipositats en algun altre lloc per un tsunami de diversos quilòmetres d'alçada, probablement causat per un impacte contra la Terra. Aquests dipòsits es troben en molts llocs, però semblen estar concentrats a la conca del Carib, al límit K-Pg. Així que quan el professor haitià Florentine Morás descobrí el que creia que era la prova d'un volcà antic a Haití, Hildebrand suggerí que podia ser un tret revelador d'un impacte proper. Les proves efectuades sobre les mostres recuperades del límit K-Pg revelaren més vidres de tectita, que només es formen amb la calor d'impactes d'asteroide i detonacions nuclears de gran potència.
El 1990, el periodista del Houston Chronicle Carlos Byars informà Hildebrand del descobriment previ de Penfield d'un possible cràter d'impacte. Hildebrand es posà en contacte amb Penfield a l'abril del 1990 i els dos aviat obtingueren dues mostres dels pous de Pemex, guardades a Nova Orleans. L'equip d'Hildebrand analitzà les mostres, que presentaven clarament material metamòrfic.
El 1996, un equip d'investigadors de Califòrnia, incloent-hi Kevin Pope, Adriana Ocampo i Charles Duller, estudiant imatges de satèl·lit de la regió, descobrí un anell de dolines (cenotes) centrat a Chicxulub, que es corresponia amb el que Penfield havia vist anteriorment; es creia que les dolines havien estat provocades per la subsidència de la paret del cràter d'impacte. Proves més recents suggereixen que el cràter real mesura 300 quilòmetres de diàmetre, i que l'anell de 180 quilòmetres n'és una paret interior.

## Característiques de l'impacte

Animació mostrant l'impacte i la posterior formació del cràter (Universitat d'Arizona, Space Imagery Center)

La mida estimada de l'impactador era d'uns 10 km de diàmetre, i es calcula que podria haver alliberat uns 400 zettajoules (4×1023 joules) d'energia, equivalents a 100 teratones de TNT (10¹⁴ tones), en impactar. En canvi, l'explosiu creat per l'ésser humà més potent mai detonat, la bomba Tsar o bomba Emperadriu, tenia un rendiment de només 50 megatones, és a dir, l'impacte de Chicxulub fou dos milions de vegades més potent. Fins i tot, l'erupció volcànica explosiva més gran coneguda, que alliberà aproximadament 10 zettajoules i creà la caldera de la Garita, fou significativament menys potent que l'impacte de Chicxulub.

### Efectes
L'impacte podria haver causat alguns dels megatsunamis de la història de la Terra, amb una alçada de centenars de metres. Un núvol de pols, cendres i vapor sobreescalfats s'hauria estès del cràter, quan l'impactador s'enfonsava a l'escorça terrestre en menys d'un segon. El material ejectat, juntament amb trossos de l'impactador ejectats de l'atmosfera per l'explosió, s'hauria escalfat fins a esdevenir incandescent en entrar, cremat en l'atmosfera terrestre i possiblement provocant incendis globals; mentrestant, enormes ones de xoc causaren terratrèmols i erupcions volcàniques globals. L'emissió de pols i partícules podria haver cobert la superfície sencera de la Terra durant diversos anys, possiblement una dècada, creant un medi dur per als éssers vius. La producció de xoc de diòxid de carboni provocada per la destrucció de roques carbonades hauria causat un dramàtic efecte d'hivernacle. Una altra conseqüència de l'impacte és que les partícules de pols de l'atmosfera haurien impedit que la llum solar arribés a la superfície de la Terra, refredant-la dramàticament. La fotosíntesi de les plantes hauria quedat interrompuda, afectant la totalitat de la xarxa tròfica.

### Geologia i morfologia
En el seu document del 1991, Hildebrand, Penfield i d'altres descrigueren la geologia i composició de l'estructura d'impacte. Les roques situades sobre l'estructura d'impacte són capes de marga i calcària de fins a gairebé 1.000 metres de profunditat. Aquestes roques daten de tan enrere com el Paleocè. A sota aquestes capes, hi ha més de 500 metres de vidre d'andesita i bretxa. Aquestes roques ígnies andesítiques foren trobades únicament dins la suposada estructura d'impacte; de manera similar, s'hi troben quantitats de feldespat i augita, normalment presents només en roques foses per impacte, així com el quars deformat. Dins l'estructura, el límit K-Pg està deprimit entre 600 i 1.100 metres, en contrast amb la profunditat normal d'uns 500 metres a cinc quilòmetres de l'estructura d'impacte. Al llarg de la vora del cràter, hi ha aglomeracions de cenotes o dolines, que suggereixen que hi hagué una conca d'aigua dins l'estructura durant el període Terciari, després de l'impacte. Les aigües subterrànies d'aquesta conca dissolgueren la calcària i crearen les cavernes i cenotes que hi ha sota la superfície. El document també remarcava que el cràter semblava ser un bon candidat per a l'origen de les tectites trobades a Haití.

### Origen
El 5 de setembre del 2007, un informe publicat en Nature suggerí un asteroide com a causa que creà el cràter de Chicxulub. Els autors, William F. Bottke, David Vokrouhlický i David Nesvorný, argumentaven que una col·lisió produïda al cinturó d'asteroides resultà en la creació de la família Baptistina d'asteroides, el membre supervivent més gran de la qual és 298 Baptistina. Suggeriren que l'"asteroide de Chicxulub" també era membre d'aquest grup. La connexió entre Chicxulub i Baptistina té el suport de la gran quantitat de material carbonós present als fragments microscòpics de l'impactador, suggerint que l'impactador era membre d'una classe rara d'asteroides anomenats condrites carbonoses, com Baptistina. Segons Bottke, l'impactador de Chicxulub era un fragment d'un cos pare molt més gran, d'uns 170 km de diàmetre, mentre que l'altre cos impactador hauria mesurat uns 60 km de diàmetre.

### Chicxulub i l'extinció en massa

La peça d'argila, sostinguda per Walter Alvarez, que engegà la investigació de la teoria de l'impacte. La segona banda verda començant per avall (la tercera per amunt) és extremament rica en iridi

El cràter de Chicxulub dona suport a la teoria postulada pel difunt físic Luis Álvarez i el seu fill, el geòleg Walter Alvarez, que l'extinció de nombrosos grups d'animals i plantes, incloent-hi els dinosaures, podria haver estat el resultat de l'impacte d'un bòlid. Els Alvarez, que aleshores eren tots dos membres de la facultat de la Universitat de Califòrnia, Berkeley, postularen que l'extinció fou aproximadament contemporània de la data teoritzada de formació del cràter de Chicxulub, que podria haver estat causat per un impacte tan gran. Aquesta teoria gaudeix actualment d'una acceptació àmplia, però no universal, per part de la comunitat científica. Alguns crítics, incloent-hi el paleontòleg Robert Bakker, argumenten que un tal impacte hauria matat les granotes a més dels dinosaures, però les granotes sobrevisqueren a l'extinció. Gerta Keller, de la Universitat de Princeton, argumenta que mostres recents de nuclis de Chicxulub demostren que l'impacte es produí uns 300.000 anys abans de l'extinció, de manera que no podria haver-ne estat el factor causant.
La prova principal d'un tal impacte, a part del cràter en si, es troba en una fina capa d'argila present al límit K-Pg arreu del món. Al final de la dècada del 1970, els Alvarez i col·laboradors informaren que contenia una concentració anormalment alta d'iridi. En aquesta capa, els nivells d'iridi arribaven a 0,006 parts per milió en pes o més, en comparació amb 0,0004 ppm en l'escorça de la Terra en general; en comparació, els meteorits contenen unes 0,47 parts per milió d'aquest element. Es teoritzà que l'iridi s'escampà per l'atmosfera quan l'impactador fou vaporitzat, i que es diposità a la superfície de la Terra juntament amb altre material ejectat per l'impacte, formant la capa d'argila rica en iridi.

## Teoria de l'impacte múltiple
En anys recents, s'han descobert diversos altres cràters d'aproximadament la mateixa antiguitat que el de Chicxulub, tots entre les latituds 20°N i 70°N. En són exemples el cràter de Silverpit a la mar del Nord i el cràter de Bovtix a Ucraïna. Ambdós són molt més petits que els de Chicxulub, però és probable que fossin creats per objectes de moltes desenes de metres de diàmetre impactant contra la Terra. Això ha conduït a la hipòtesi que l'impacte de Chicxulub podria haver estat només un d'entre diversos impactes que s'haurien produït gairebé al mateix temps. Un altre possible cràter que es creu que es formà alhora és el cràter de Xiva, tot i que l'estatus de l'estructura com a cràter és disputat.
La col·lisió del cometa Shoemaker-Levy 9 amb Júpiter demostrà que les interaccions gravitatòries poden fragmentar un cometa, produint molts impactes al llarg d'un període d'uns quants dies si el cometa acaba col·lidint amb un planeta. Els cometes pateixen sovint interaccions gravitatòries amb els gegants gasosos, i és molt probable que s'haguessin produït disrupcions i col·lisions semblants en el passat. Aquest escenari podria haver tingut lloc a la Terra fa 65 milions d'anys.
A la fi de l'any 2006, Ken MacLeod, professor de geologia de la Universitat de Missouri-Columbia, completà una anàlisi dels sediments de sota la superfície de l'oceà, el resultats de la qual van reforçar la teoria de l'impacte únic. MacLeod dugué a terme la seva anàlisi a aproximadament 4.500 quilòmetres del cràter de Chicxulub per controlar possibles canvis en la composició del sòl al lloc d'impacte, tot i romandre prou a prop per a ser afectat per l'impacte. L'anàlisi revelà que només hi havia una capa d'esbaldregalls al sediment, cosa que indicava que només hi havia hagut un impacte. Els proponents d'un impacte múltiple, com Gerta Keller, consideren els resultats «força exagerats» i no estan d'acord amb la conclusió de l'anàlisi de MacLeod.